# Grupp 4 i kvalspelet till Europamästerskapet i fotboll för damer 2017
Grupp 4 kvalspelet till Europamästerskapet i fotboll för damer 2017 spelades från 17 september 2015 till 20 september 2016.

## Tabell
| Nr | Lag       | S | V | O | F | GM | IM | MS  | P  |
| -- | --------- | - | - | - | - | -- | -- | --- | -- |
| 1  | Sverige   | 8 | 7 | 0 | 1 | 22 | 3  | +19 | 21 |
| 2  | Danmark   | 8 | 6 | 1 | 1 | 22 | 1  | +21 | 19 |
| 3  | Polen     | 8 | 3 | 1 | 4 | 10 | 16 | −6  | 10 |
| 4  | Slovakien | 8 | 3 | 0 | 5 | 11 | 13 | −2  | 9  |
| 5  | Moldavien | 8 | 0 | 0 | 8 | 1  | 33 | −32 | 0  |

## Matcher
|             | 17 september 2015 | Moldavien | 0 – 3           | Sverige                                                           | CSR Orhei                                         |                                                   |
| 16:00 UTC+3 | 16:00 UTC+3       |           | (0 – 2) Rapport | 1′ Olivia Schough 42′ (str.) Lotta Schelin 88′ Pauline Hammarlund | Orhei Publik: 350 Domare: Riem Hussein (Tyskland) | Orhei Publik: 350 Domare: Riem Hussein (Tyskland) |
| 16:00 UTC+3 | 16:00 UTC+3       |           |                 |                                                                   | Orhei Publik: 350 Domare: Riem Hussein (Tyskland) | Orhei Publik: 350 Domare: Riem Hussein (Tyskland) |
| 16:00 UTC+3 | 16:00 UTC+3       |           |                 |                                                                   | Orhei Publik: 350 Domare: Riem Hussein (Tyskland) | Orhei Publik: 350 Domare: Riem Hussein (Tyskland) |

|             | 22 september 2015 | Sverige                                           | 3 – 0           | Polen | Gamla Ullevi                                           |                                                        |
| 18:45 UTC+2 | 18:45 UTC+2       | Lina Hurtig 21′ Olivia Schough 52′ Malin Diaz 72′ | (1 – 0) Rapport |       | Göteborg Publik: 5 460 Domare: Morag Pirie (Skottland) | Göteborg Publik: 5 460 Domare: Morag Pirie (Skottland) |
| 18:45 UTC+2 | 18:45 UTC+2       |                                                   |                 |       | Göteborg Publik: 5 460 Domare: Morag Pirie (Skottland) | Göteborg Publik: 5 460 Domare: Morag Pirie (Skottland) |
| 18:45 UTC+2 | 18:45 UTC+2       |                                                   |                 |       | Göteborg Publik: 5 460 Domare: Morag Pirie (Skottland) | Göteborg Publik: 5 460 Domare: Morag Pirie (Skottland) |

|             | 22 oktober 2015 | Polen                                      | 2 – 0           | Slovakien | Tychy City Stadium                                         |                                                            |
| 17:30 UTC+2 | 17:30 UTC+2     | Natalia Chudzik 18′ Dominika Grabowska 63′ | (1 – 0) Rapport |           | Tychy Publik: 6 041 Domare: Stéphanie Frappart (Frankrike) | Tychy Publik: 6 041 Domare: Stéphanie Frappart (Frankrike) |
| 17:30 UTC+2 | 17:30 UTC+2     |                                            |                 |           | Tychy Publik: 6 041 Domare: Stéphanie Frappart (Frankrike) | Tychy Publik: 6 041 Domare: Stéphanie Frappart (Frankrike) |
| 17:30 UTC+2 | 17:30 UTC+2     |                                            |                 |           | Tychy Publik: 6 041 Domare: Stéphanie Frappart (Frankrike) | Tychy Publik: 6 041 Domare: Stéphanie Frappart (Frankrike) |

|             | 22 oktober 2015 | Danmark                                                        | 4 – 0           | Moldavien | Viborg Stadion                                        |                                                       |
| 19:00 UTC+2 | 19:00 UTC+2     | Sanne Troelsgaard 24′ Pernille Harder 35′ Nadia Nadim 52′, 89′ | (2 – 0) Rapport |           | Viborg Publik: 3 303 Domare: Olga Zadinová (Tjeckien) | Viborg Publik: 3 303 Domare: Olga Zadinová (Tjeckien) |
| 19:00 UTC+2 | 19:00 UTC+2     |                                                                |                 |           | Viborg Publik: 3 303 Domare: Olga Zadinová (Tjeckien) | Viborg Publik: 3 303 Domare: Olga Zadinová (Tjeckien) |
| 19:00 UTC+2 | 19:00 UTC+2     |                                                                |                 |           | Viborg Publik: 3 303 Domare: Olga Zadinová (Tjeckien) | Viborg Publik: 3 303 Domare: Olga Zadinová (Tjeckien) |

|             | 26 oktober 2015 | Slovakien                                                                                 | 4 – 0           | Moldavien | NTC Senec                                                       |                                                                 |
| 17:00 UTC+1 | 17:00 UTC+1     | Alexandra Bíróová 50′ Dana Fecková 81′ Dominika Škorvánková 85′ Jana Vojteková 87′ (str.) | (0 – 0) Rapport |           | Senec Publik: 315 Domare: Mihaela Gurdon Basimamović (Kroatien) | Senec Publik: 315 Domare: Mihaela Gurdon Basimamović (Kroatien) |
| 17:00 UTC+1 | 17:00 UTC+1     |                                                                                           |                 |           | Senec Publik: 315 Domare: Mihaela Gurdon Basimamović (Kroatien) | Senec Publik: 315 Domare: Mihaela Gurdon Basimamović (Kroatien) |
| 17:00 UTC+1 | 17:00 UTC+1     |                                                                                           |                 |           | Senec Publik: 315 Domare: Mihaela Gurdon Basimamović (Kroatien) | Senec Publik: 315 Domare: Mihaela Gurdon Basimamović (Kroatien) |

|             | 27 oktober 2015 | Sverige            | 1 – 0           | Danmark | Gamla Ullevi                                              |                                                           |
| 18:45 UTC+1 | 18:45 UTC+1     | Caroline Seger 59′ | (0 – 0) Rapport |         | Göteborg Publik: 11 244 Domare: Kateryna Monzul (Ukraina) | Göteborg Publik: 11 244 Domare: Kateryna Monzul (Ukraina) |
| 18:45 UTC+1 | 18:45 UTC+1     |                    |                 |         | Göteborg Publik: 11 244 Domare: Kateryna Monzul (Ukraina) | Göteborg Publik: 11 244 Domare: Kateryna Monzul (Ukraina) |
| 18:45 UTC+1 | 18:45 UTC+1     |                    |                 |         | Göteborg Publik: 11 244 Domare: Kateryna Monzul (Ukraina) | Göteborg Publik: 11 244 Domare: Kateryna Monzul (Ukraina) |

|             | 26 november 2015 | Slovakien | 0 – 1           | Danmark               | NTC Senec                                             |                                                       |
| 19:00 UTC+1 | 19:00 UTC+1      |           | (0 – 1) Rapport | 34′ Sanne Troelsgaard | Senec Publik: 420 Domare: Knarik Grigoryan (Armenien) | Senec Publik: 420 Domare: Knarik Grigoryan (Armenien) |
| 19:00 UTC+1 | 19:00 UTC+1      |           |                 |                       | Senec Publik: 420 Domare: Knarik Grigoryan (Armenien) | Senec Publik: 420 Domare: Knarik Grigoryan (Armenien) |
| 19:00 UTC+1 | 19:00 UTC+1      |           |                 |                       | Senec Publik: 420 Domare: Knarik Grigoryan (Armenien) | Senec Publik: 420 Domare: Knarik Grigoryan (Armenien) |

|             | 27 november 2015 | Moldavien            | 0 – 3           | Polen                                                         | CSR Orhei                                          |                                                    |
| 12:00 UTC+1 | 12:00 UTC+1      | Ludmila Andone 90+3′ | (0 – 0) Rapport | 56′ Ewa Pajor 63′ Katarzyna Daleszczyk 81′ Dominika Grabowska | Orhei Publik: 40 Domare: Viola Raudziņa (Lettland) | Orhei Publik: 40 Domare: Viola Raudziņa (Lettland) |
| 12:00 UTC+1 | 12:00 UTC+1      |                      |                 |                                                               | Orhei Publik: 40 Domare: Viola Raudziņa (Lettland) | Orhei Publik: 40 Domare: Viola Raudziņa (Lettland) |
| 12:00 UTC+1 | 12:00 UTC+1      |                      |                 |                                                               | Orhei Publik: 40 Domare: Viola Raudziņa (Lettland) | Orhei Publik: 40 Domare: Viola Raudziņa (Lettland) |

|             | 1 december 2015 | Moldavien | 0 – 4           | Slovakien                                                       | CSR Orhei                                             |                                                       |
| 13:00 UTC+2 | 13:00 UTC+2     |           | (0 – 2) Rapport | 28′, 54′ Dana Fecková 32′ Lucia Ondrušová 86′ Alexandra Bíróová | Orhei Publik: 50 Domare: Gordana Kuzmanović (Serbien) | Orhei Publik: 50 Domare: Gordana Kuzmanović (Serbien) |
| 13:00 UTC+2 | 13:00 UTC+2     |           |                 |                                                                 | Orhei Publik: 50 Domare: Gordana Kuzmanović (Serbien) | Orhei Publik: 50 Domare: Gordana Kuzmanović (Serbien) |
| 13:00 UTC+2 | 13:00 UTC+2     |           |                 |                                                                 | Orhei Publik: 50 Domare: Gordana Kuzmanović (Serbien) | Orhei Publik: 50 Domare: Gordana Kuzmanović (Serbien) |

|             | 7 april 2016 | Polen | 0 – 0   | Danmark | Tychy City Stadium                                   |                                                      |
| 20:00 UTC+2 | 20:00 UTC+2  |       | Rapport |         | Tychy Publik: 5 248 Domare: Sandra Bastos (Portugal) | Tychy Publik: 5 248 Domare: Sandra Bastos (Portugal) |
| 20:00 UTC+2 | 20:00 UTC+2  |       |         |         | Tychy Publik: 5 248 Domare: Sandra Bastos (Portugal) | Tychy Publik: 5 248 Domare: Sandra Bastos (Portugal) |
| 20:00 UTC+2 | 20:00 UTC+2  |       |         |         | Tychy Publik: 5 248 Domare: Sandra Bastos (Portugal) | Tychy Publik: 5 248 Domare: Sandra Bastos (Portugal) |

|             | 8 april 2016 | Slovakien | 0 – 3           | Sverige                                                         | NTC Poprad                                              |                                                         |
| 17:00 UTC+2 | 17:00 UTC+2  |           | (0 – 1) Rapport | 27′ Emilia Appelqvist 55′ Linda Sembrant 63′ Stina Blackstenius | Poprad Publik: 646 Domare: Eleni Lampadariou (Grekland) | Poprad Publik: 646 Domare: Eleni Lampadariou (Grekland) |
| 17:00 UTC+2 | 17:00 UTC+2  |           |                 |                                                                 | Poprad Publik: 646 Domare: Eleni Lampadariou (Grekland) | Poprad Publik: 646 Domare: Eleni Lampadariou (Grekland) |
| 17:00 UTC+2 | 17:00 UTC+2  |           |                 |                                                                 | Poprad Publik: 646 Domare: Eleni Lampadariou (Grekland) | Poprad Publik: 646 Domare: Eleni Lampadariou (Grekland) |

|             | 12 april 2019 | Slovakien                                        | 2 – 1           | Polen                    | NTC Poprad                                          |                                                     |
| 17:30 UTC+2 | 17:30 UTC+2   | Jana Vojteková 76′ (str.) Patrícia Hmírová 90+3′ | (0 – 1) Rapport | 30′ Katarzyna Daleszczyk | Poprad Publik: 356 Domare: Esther Azzopardi (Malta) | Poprad Publik: 356 Domare: Esther Azzopardi (Malta) |
| 17:30 UTC+2 | 17:30 UTC+2   |                                                  |                 |                          | Poprad Publik: 356 Domare: Esther Azzopardi (Malta) | Poprad Publik: 356 Domare: Esther Azzopardi (Malta) |
| 17:30 UTC+2 | 17:30 UTC+2   |                                                  |                 |                          | Poprad Publik: 356 Domare: Esther Azzopardi (Malta) | Poprad Publik: 356 Domare: Esther Azzopardi (Malta) |

|             | 2 juni 2016 | Polen | 0 – 4           | Sverige                                                                        | Stadion ŁKS                                         |                                                     |
| 18:00 UTC+2 | 18:00 UTC+2 |       | (0 – 1) Rapport | 40′ Amanda Ilestedt 60′ Lotta Schelin 70′ Kosovare Asllani 87′ Fridolina Rolfö | Łódź Publik: 1 724 Domare: Olga Zadinová (Tjeckien) | Łódź Publik: 1 724 Domare: Olga Zadinová (Tjeckien) |
| 18:00 UTC+2 | 18:00 UTC+2 |       |                 |                                                                                | Łódź Publik: 1 724 Domare: Olga Zadinová (Tjeckien) | Łódź Publik: 1 724 Domare: Olga Zadinová (Tjeckien) |
| 18:00 UTC+2 | 18:00 UTC+2 |       |                 |                                                                                | Łódź Publik: 1 724 Domare: Olga Zadinová (Tjeckien) | Łódź Publik: 1 724 Domare: Olga Zadinová (Tjeckien) |

|             | 2 juni 2016 | Danmark                                                                 | 4 – 0           | Slovakien | Viborg Stadion                                         |                                                        |
| 19:00 UTC+2 | 19:00 UTC+2 | Pernille Harder 28′ Nadia Nadim 49′, 60′ (str.) Sanne Troelsgaard 90+2′ | (1 – 0) Rapport |           | Viborg Publik: 3 412 Domare: Carina Vitulano (Italien) | Viborg Publik: 3 412 Domare: Carina Vitulano (Italien) |
| 19:00 UTC+2 | 19:00 UTC+2 |                                                                         |                 |           | Viborg Publik: 3 412 Domare: Carina Vitulano (Italien) | Viborg Publik: 3 412 Domare: Carina Vitulano (Italien) |
| 19:00 UTC+2 | 19:00 UTC+2 |                                                                         |                 |           | Viborg Publik: 3 412 Domare: Carina Vitulano (Italien) | Viborg Publik: 3 412 Domare: Carina Vitulano (Italien) |

|             | 6 juni 2016 | Sverige                                                                                            | 6 – 0           | Moldavien | Gamla Ullevi                                                    |                                                                 |
| 17:45 UTC+2 | 17:45 UTC+2 | Natalia Munteanu 34′ (sjm.) Kosovare Asllani 41′, 61′ Fridolina Rolfö 48′, 88′ Emma Berglund 90+3′ | (2 – 0) Rapport |           | Gothenburg Publik: 9 168 Domare: Graziella Pirriatore (Italien) | Gothenburg Publik: 9 168 Domare: Graziella Pirriatore (Italien) |
| 17:45 UTC+2 | 17:45 UTC+2 | |                 |           | Gothenburg Publik: 9 168 Domare: Graziella Pirriatore (Italien) | Gothenburg Publik: 9 168 Domare: Graziella Pirriatore (Italien) |
| 17:45 UTC+2 | 17:45 UTC+2 | |                 |           | Gothenburg Publik: 9 168 Domare: Graziella Pirriatore (Italien) | Gothenburg Publik: 9 168 Domare: Graziella Pirriatore (Italien) |

|             | 7 juni 2016 | Danmark                                                                        | 6 – 0           | Polen | Viborg Stadion                                         |                                                        |
| 19:00 UTC+2 | 19:00 UTC+2 | Sanne Troelsgaard 18′, 27′, 62′ Pernille Harder 24′, 41′ Johanna Rasmussen 53′ | (4 – 0) Rapport |       | Viborg Publik: 4 611 Domare: Efthalia Mitsi (Grekland) | Viborg Publik: 4 611 Domare: Efthalia Mitsi (Grekland) |
| 19:00 UTC+2 | 19:00 UTC+2 |                                                                                |                 |       | Viborg Publik: 4 611 Domare: Efthalia Mitsi (Grekland) | Viborg Publik: 4 611 Domare: Efthalia Mitsi (Grekland) |
| 19:00 UTC+2 | 19:00 UTC+2 |                                                                                |                 |       | Viborg Publik: 4 611 Domare: Efthalia Mitsi (Grekland) | Viborg Publik: 4 611 Domare: Efthalia Mitsi (Grekland) |

|             | 15 september 2016 | Sverige                                      | 2 – 1           | Slovakien               | Gamla Ullevi                                                        |                                                                     |
| 18:45 UTC+2 | 18:45 UTC+2       | Emilia Appelqvist 23′ Pauline Hammarlund 65′ | (1 – 0) Rapport | 59′ Patrícia Fischerová | Gothenburg Publik: 11 460 Domare: Anastasia Pustovoitova (Ryssland) | Gothenburg Publik: 11 460 Domare: Anastasia Pustovoitova (Ryssland) |
| 18:45 UTC+2 | 18:45 UTC+2       |                                              |                 |                         | Gothenburg Publik: 11 460 Domare: Anastasia Pustovoitova (Ryssland) | Gothenburg Publik: 11 460 Domare: Anastasia Pustovoitova (Ryssland) |
| 18:45 UTC+2 | 18:45 UTC+2       |                                              |                 |                         | Gothenburg Publik: 11 460 Domare: Anastasia Pustovoitova (Ryssland) | Gothenburg Publik: 11 460 Domare: Anastasia Pustovoitova (Ryssland) |

|             | 15 september 2016 | Moldavien | 0 – 5           | Danmark                                           | Zimbru Stadium                                         |                                                        |
| 20:00 UTC+3 | 20:00 UTC+3       |           | (0 – 3) Rapport | 3′, 68′ Nadia Nadim 18′, 33′, 74′ Pernille Harder | Chișinău Publik: 980 Domare: Eleni Antoniou (Grekland) | Chișinău Publik: 980 Domare: Eleni Antoniou (Grekland) |
| 20:00 UTC+3 | 20:00 UTC+3       |           |                 |                                                   | Chișinău Publik: 980 Domare: Eleni Antoniou (Grekland) | Chișinău Publik: 980 Domare: Eleni Antoniou (Grekland) |
| 20:00 UTC+3 | 20:00 UTC+3       |           |                 |                                                   | Chișinău Publik: 980 Domare: Eleni Antoniou (Grekland) | Chișinău Publik: 980 Domare: Eleni Antoniou (Grekland) |

|             | 20 september 2016 | Polen                                                                                | 4 – 0           | Moldavien | OSiR Włocławek                                             |                                                            |
| 18:00 UTC+2 | 18:00 UTC+2       | Ewa Pajor 43′ Katarzyna Daleszczyk 64′ Ana Arnautu 68′ (sjm.) Agnieszka Winczo 90+1′ | (1 – 0) Rapport |           | Włocławek Publik: 2 254 Domare: Simona Ghisletta (Schweiz) | Włocławek Publik: 2 254 Domare: Simona Ghisletta (Schweiz) |
| 18:00 UTC+2 | 18:00 UTC+2       |                                                                                      |                 |           | Włocławek Publik: 2 254 Domare: Simona Ghisletta (Schweiz) | Włocławek Publik: 2 254 Domare: Simona Ghisletta (Schweiz) |
| 18:00 UTC+2 | 18:00 UTC+2       |                                                                                      |                 |           | Włocławek Publik: 2 254 Domare: Simona Ghisletta (Schweiz) | Włocławek Publik: 2 254 Domare: Simona Ghisletta (Schweiz) |

|             | 20 september 2016 | Danmark                               | 2 – 0           | Sverige | Viborg Stadion                                        |                                                       |
| 19:00 UTC+2 | 19:00 UTC+2       | Johanna Rasmussen 12′ Nadia Nadim 47′ | (1 – 0) Rapport |         | Viborg Publik: 7 432 Domare: Jana Adámková (Tjeckien) | Viborg Publik: 7 432 Domare: Jana Adámková (Tjeckien) |
| 19:00 UTC+2 | 19:00 UTC+2       |                                       |                 |         | Viborg Publik: 7 432 Domare: Jana Adámková (Tjeckien) | Viborg Publik: 7 432 Domare: Jana Adámková (Tjeckien) |
| 19:00 UTC+2 | 19:00 UTC+2       |                                       |                 |         | Viborg Publik: 7 432 Domare: Jana Adámková (Tjeckien) | Viborg Publik: 7 432 Domare: Jana Adámková (Tjeckien) |